# Fernanda Torres
Fernanda Pinheiro Monteiro Torres, född 15 september 1965 i Rio de Janeiro, är en brasiliansk skådespelare, författare, filmproducent och författare. Hon är dotter till skådespelarna Fernando Torres och Fernanda Montenegro.
I dramafilmen I'm Still Here, gestaltar hon och hennes mor samma roll. För sin insats nominerades Torres bland annat till en Oscar för bästa kvinnliga huvudroll för.